# フィラデルフィア・ジャック・オブライエン
フィラデルフィア・ジャック・オブライエン（Philadelphia Jack O'Brien、1878年1月17日 - 1942年11月12日）は、18世紀末から19世紀初頭にかけて活動したアメリカ合衆国の男性プロボクサー。本名はジョセフ・フランシス・ヘーゲン（James Francis Hagen）。その名の通りペンシルベニア州フィラデルフィア生まれ。元世界ライトヘビー級チャンピオン。

## 来歴
散歩中にふと覗き込んだジムで目にしたボクシングに魅せられ、トレーニングを始める。
1896年、プロデビュー。故郷フィラデルフィアからサンフランシスコ、英国まで遠征し、帰国してからは、バルバドス・ジョー・ウォルコットやキッド・マッコイ等ら強豪を相手にハイペースでファイトをこなす。
1905年12月20日、三階級制覇者ボブ・フィッシモンズの持つ世界ライトヘビー級王座に挑み、13回KO勝ちでタイトル奪取（結局、このタイトルは一度も防衛せず返上）。
翌1906年11月28日、ロサンゼルスで世界ヘビー級王者トミー・バーンズに挑み善戦するも、20回引き分けとなった。翌1907年5月8日に再挑戦したが、今度は20回判定負け。ヘビー級王座奪取はならなかった。
1909年にはミドル級王者スタンリー・ケッチェルと対戦、ダウンを奪われながらどうにか無判定に持ち込んだものの、再戦では必殺の右を顎に受けKO負けを喫した。
1912年、引退。

## 通算戦績
101勝（36KO）7敗16引分け57無判定